# João Soares (tennista)
João Soares (Limeira, 25 aprile 1951) è un ex tennista brasiliano.

## Carriera
In carriera ha vinto 3 titoli di doppio, di cui 2 con il connazionale Givaldo Barbosa. Nei tornei del Grande Slam ha ottenuto il suo miglior risultato raggiungendo i quarti di finale di doppio a Wimbledon nel 1982.
In Coppa Davis ha disputato 2 partite, ottenendo una vittoria e una sconfitta.

## Statistiche

### Doppio

#### Vittorie (3)
| Numero | Anno | Torneo                         | Superficie  | Compagno        | Avversari in finale        | Punteggio       |
| 1.     | 1981 | ATP Buenos Aires, Buenos Aires | Terra rossa | Marcos Hocevar  | Álvaro Fillol Jaime Fillol | 7–6, 6–7, 6–4   |
| 2.     | 1982 | ATP Itaparica, Itaparica       | Sintetico   | Givaldo Barbosa | Thomaz Koch Jose Schmidt   | 7-6, 2-1 ritiro |
| 3.     | 1983 | Bahia Open, Bahia              | Cemento     | Givaldo Barbosa | Ricardo Cano Thomaz Koch   |                 |